# Sossais
Sossais – miejscowość i gmina we Francji, w regionie Nowa Akwitania, w departamencie Vienne.
Według danych na rok 1990 gminę zamieszkiwały 413 osoby, a gęstość zaludnienia wynosiła 34 osoby/km² (wśród 1467 gmin regionu Poitou-Charentes, Sossais plasuje się na 615. miejscu pod względem liczby ludności, natomiast pod względem powierzchni na miejscu 718.).